# Otto Lancelle
Pour les articles homonymes, voir Lancelle.
Otto Lancelle (27 mars 1885 à Xanten - 3 juillet 1941 à Krāslava, en Lettonie) est un Generalleutnant allemand qui a servi au sein de la Heer dans la Wehrmacht pendant la Seconde Guerre mondiale.
Il a été récipiendaire de Pour le Mérite et la Croix de chevalier de la Croix de fer. La première décoration est la plus haute distinction de l'Empire allemand et la seconde est attribuée pour récompenser un acte d'une extrême bravoure sur le champ de bataille ou un commandement militaire avec succès.

## Biographie
Après son baccalauréat, il s'engage le 1er avril 1905 dans la marine impériale en tant que cadet de la marine. Dès la fin de la même année, il passe dans l'armée prussienne en tant que porte-drapeau et est affecté à Wesel dans le 43e régiment d'artillerie de campagne. C'est là que Lancelle est promu lieutenant le 27 janvier 1907. En tant que tel, il est transféré en mars 1912 au régiment d'instruction de l'école de tir d'artillerie de campagne et d'artillerie à pied et est promu lieutenant le 8 juillet 1914. 
Otto Lancelle est tué le 3 juillet 1941 sur la tête de pont de Krāslava sur la Dvina près de Krāslava, en Lettonie. Il est promu à titre posthume Generalleutnant et décoré de la Croix de chevalier de la Croix de fer.

## Décorations
- Croix de fer (1914)
  - 2e Classe
  - 1re Classe
- Insigne des blessés (1914)
  - en Noir
  - en Argent
- Croix de chevalier de l'Ordre royal de Hohenzollern avec glaives (14 août 1917)
- Pour le Mérite (9 octobre 1918)
- Croix d'honneur
- Agrafe de la Croix de fer (1939)
  - 2e Classe
  - 1re Classe
- Croix de chevalier de la Croix de fer
  - Croix de chevalier le 27 juillet 1941 en tant que Generalmajor et commandant de la 121. Infanterie-Division[1]